# Bogusław Ulijasz
Bogusław Andrzej Ulijasz (ur. 21 lipca 1973 w Rzeszowie) – polski prawnik, nauczyciel akademicki i urzędnik państwowy. W latach 2013–2015 podsekretarz stanu w Ministerstwie Sportu i Turystyki, w 2015 sekretarz stanu w tym resorcie.

## Życiorys
W 1999 ukończył studia prawnicze w rzeszowskiej filii Uniwersytetu Marii Curie-Skłodowskiej w Lublinie. W 2006 na Katolickim Uniwersytecie Lubelskim na podstawie pracy zatytułowanej Współdziałanie państwa i Kościoła katolickiego w zakresie pomocy społecznej w Polsce napisanej pod kierunkiem Henryka Misztala uzyskał stopień doktora nauk prawnych. Był pracownikiem naukowo-dydaktycznym KUL na stanowisku adiunkta, specjalizując się w prawie wyznaniowym. Został też nauczycielem akademickim na Uniwersytecie Pedagogicznym im. Komisji Edukacji Narodowej w Krakowie. W 2021 na Uniwersytecie Warmińsko-Mazurskim w Olsztynie uzyskał stopień doktora habilitowanego w dziedzinie nauk społecznych w dyscyplinie nauki prawne.
Pracował także w starostwie powiatowym w Łańcucie i w Wyższej Szkole Informatyki i Zarządzania w Rzeszowie. Pełnił funkcje wiceprezesa Kasy Rolniczego Ubezpieczenia Społecznego, sekretarza województwa podkarpackiego i dyrektora opolskiego oddziału Generalnej Dyrekcji Dróg Krajowych i Autostrad. 23 kwietnia 2013 objął stanowisko podsekretarza stanu w Ministerstwie Sportu i Turystyki. W maju 2015 awansował na stanowisko sekretarza stanu w tym resorcie, pełnił tę funkcję do listopada 2015.
Był radnym gminy Czarna. W wyborach w 2014 z ramienia Platformy Obywatelskiej kandydował do sejmiku podkarpackiego, a rok później ubiegał się o mandat poselski.